# ريتشارد هولدن (سياسي)
ريتشارد هولدن هو سياسي كندي، ولد في 7 يوليو 1931 في مونتريال في كندا، وتوفي بنفس المكان في 18 سبتمبر 2005 بسبب سقوط. نشط حزبياً في مستقل. وقد انتخب عضو الجمعية الوطنية في كيبك ‏.